# Maso di Banco

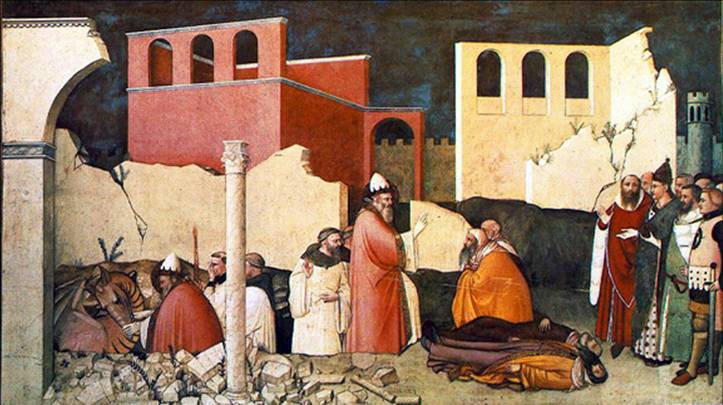
San Silvestre resucitando a dos magos, entre 1340 y 1350, obra de Maso di Banco; fresco, 525 cm de longitud total, capilla Bardi di Vernio, Santa Cruz, Florencia.

Maso di Banco o Maso di Banco Giottino (*?; † 1348) fue un pintor italiano del siglo XIV, que trabajó en Florencia (Italia). Su estilo recibe las influencias de Giotto di Bondone, siendo, junto a Taddeo Gaddi, uno de sus alumnos más activos y destacados.
Se sabe poco de su vida. Está documentado hacia 1320. Se cree que falleció durante la peste del año 1348. Su presencia está atestiguada en el taller de su maestro, participando en los grandes frescos encargados por el rey Roberto de Anjou para el Castel Nuovo, Nápoles. También participó en los trabajos de Giotto en la iglesia de Santa Cruz de Florencia. Su fresco de un juicio particular está en la tumba de la familia Bardi, en una capilla de la Santa. Representa a la familia rogando por su alma ante Jesucristo. Su obra se caracteriza por ser composiciones austeras y planas.

## Obras
- Ciclo de la vida de san Silvestre, Capilla Bardi en la basílica de Santa Cruz, Florencia.
- Tríptico Balbott, Museo de Brooklyn, Nueva York
- Tríptico de Prato, cuyos paneles están dispersos entre los museos de Berlín, Budapest y Chantilly: 
  - Virgen del cinturón, Staatliche Museen, Berlín
  - Coronación de la Virgen, Museo de Bellas Artes, Budapest
  - Dormición de la Virgen, Museo Condé, Chantilly (largo tiempo atribuida a Giotto).